# 2013年沙那恐怖攻擊事件
2013年沙那恐怖攻擊事件是發生於2013年12月5日的一場攻擊事件。一群在葉門國防部附近活動的民眾，遭到不明人士以炸彈襲擊與槍掃射，造成至少56人死亡，超過200人受傷。

## 各國罹難人數
| 國籍   | 罹難人數 |
| ------ | -------- |
| 葉門   | 20+      |
| 菲律賓 | 7        |
| 德国   | 2        |
| 越南   | 2        |
| 印度   | 1        |